# 阿沙區

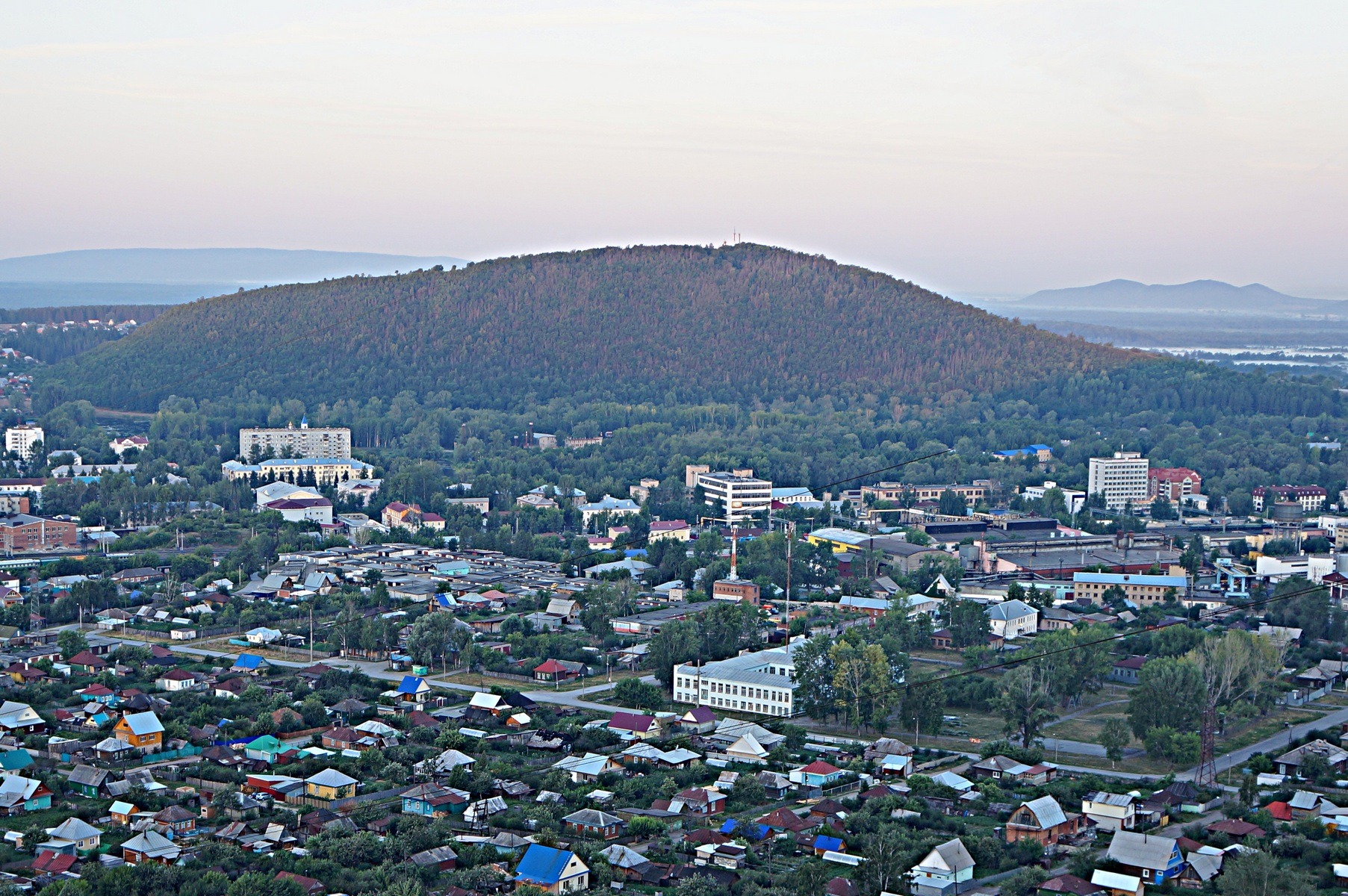

阿沙區（俄语：Ашинский район），是俄羅斯的一個區，位於該國西南部，由車里雅賓斯克州負責管轄，面積2,792平方公里，2010年人口32,898，人口密度每平方公里11.78人。
54°59′N 57°17′E / 54.983°N 57.283°E